# Garpharu
Garpharu är en ö nära Skäriråsen i Nagu,  Finland. Den ligger i Skärgårdshavet i Pargas stad i den ekonomiska regionen  Åboland i landskapet Egentliga Finland, i den sydvästra delen av landet. Ön ligger just söder om Skäriråsen, 43 kilometer söder om Nagu kyrka, 74 kilometer söder om Åbo och omkring 180 kilometer väster om Helsingfors. Närmaste allmänna förbindelse är förbindelsebryggan vid Trunsö som trafikeras av M/S Nordep.
Öns area är 1,7 hektar och dess största längd är 200 meter i öst-västlig riktning.
Ordet "garp-"  i Garpharu kan härledas tillbaka till den äldre benämningen garp som avsåg tyskar, vilket syftar på att ön har haft besök av tyskar. Ordet "haru" är en regional form av ordet "hara", som betyder mindre skär ute mot havsfjärd. Det finns omkring 550 namn på -hara och -hära i Finland, främst i Ålands och Åbolands skärgård samt vid den nyländska kusten. 